# جيمس غريفين
جيمس غريفين (بالإنجليزية: James Griffin)‏ هو سياسي أيرلندي، ولد في 17 أبريل 1899، وتوفي في 22 مارس 1959. حزبياً، نشط في فيانا فايل. في الانتخابات العمومية الإيرلندية 1957 ‏، انتخب نائب دييل عن دائرة ميث ‏ وقد انضم خلال فترته النيابية ‏ (20 مارس 1957 – 22 مارس 1959) للكتلة البرلمانية فيانا فايل.